# Herman Fredrik Sohlberg
Herman Fredrik Sohlberg ( 1 de abril de 1813, Vöyri, Finlandia - 27 de junio de 1881, Pohja ) fue un decano , profesor, miembro del Comité de Enero y miembro de la Dieta finlandés 

## Biografía
Los padres de Sohlberg fueron Johan Sohlberg (fallecido en 1815), conde de Vöyr , y Anna Tuvelin. Asistió a la escuela trivial de Vaasa y se graduó en Helsinki en 1830. Sohlberg se graduó en la Universidad de Helsinki con una licenciatura en Filosofía en 1839 y una maestría en Filosofía en 1840. Fue ordenado sacerdote en la diócesis de Turku en 1854. 

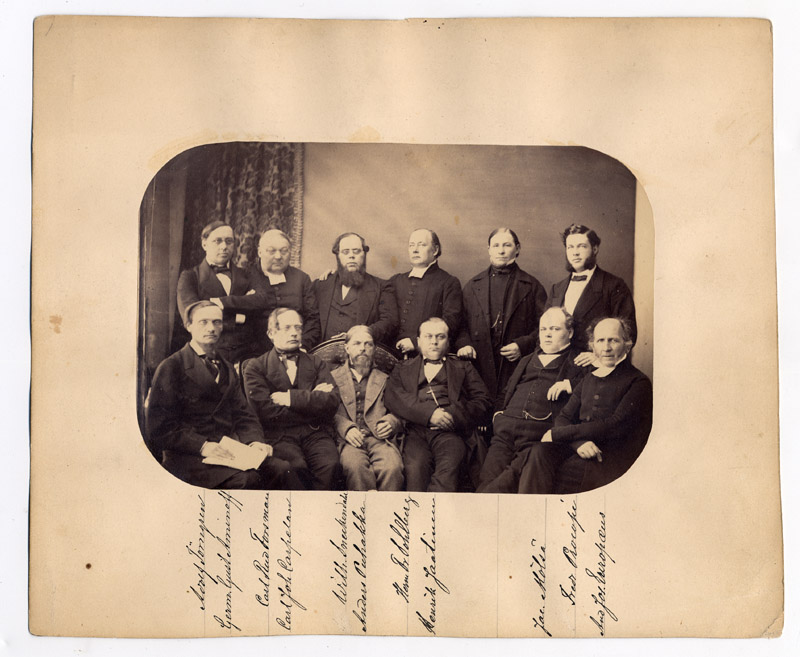
Retrato de grupo de 12 de los 48 diputados del Comité de Enero de 1862, preparándose para la primera reunión de la Dieta de Finlandia en 1863

Sohlberg fue profesor en el instituto privado de Helsinki entre 1836 y 1839 y director en funciones de la escuela secundaria de Turku. como profesor entre 1839 y 1840, como profesor en la Escuela Comercial de Turku en 1840, como profesor en la Escuela Marítima de Turku entre 1840 y 1841 y como director interino en la Escuela Elemental Superior de Turku . Fue colega desde 1841, colega permanente desde 1842, vicerrector desde 1846 y vicerrector desde 1851. También fue profesor en la Escuela Técnica de Ciencias Reales de Turku desde 1849 y director de la escuela desde 1850. Sohlberg se convirtió en vicario de Pohja y Tammisaari en 1857 y recibió el rango de rector en 1860. Era interino. como gobernador del condado en 1863 y como gobernador permanente del condado desde 1867. Sohlberg fue miembro del Comité de Enero en 1862 y participó en la Dieta de 1872 como clérigo . 
Herman Fredrik Sohlberg estuvo casado con Maria Rosina Richter (fallecida en 1911) desde 1843.  Sus hijos fueron el arquitecto Bruno Gerhard Sohlberg (1862-1923), el consejero de montaña Seth Sohlberg (1856-1918) y la diputada Hedvig Sohlberg (1858-1937).

## Obras
- Gramática común . Aschan, Kuopio 1861, edición mejorada Weurlander, Kuopio 1879
- Estudio del idioma sueco: traducido al finlandés . Aschan, Kuopio, 1862